# Distrianthes molliflora
Distrianthes molliflora är en tvåhjärtbladig växtart som beskrevs av Danser. Distrianthes molliflora ingår i släktet Distrianthes och familjen Loranthaceae. Inga underarter finns listade i Catalogue of Life.